# Ехушкје
Ехушкје (шкотгел. Each-uisge; енгл. Aughisky) је митолошки шкотски водени дух.
Ехушкје је наводно натприродни водени коњ који живи у планинама Шкотске. Наводно је најопаснији становник воде на Британским острвима. Наводно мења облике. Тврди се да се може претворити у обичног коња, понија, или мушкарца. Међутим, ако га неко дотакне док је у људском облику и Ехушкје погледа воду, кожа овог створења постаје лепак и особа која га је дотакнула не може више да се одлепи од њега. Онда га Ехушкје одведе у дубоку воду, убије и поједе..